# Novomikolàïvka (Dnipropetrovsk)
|  | Per a altres significats, vegeu «Novomikolàïvka». |

Novomikolàïvka (en ucraïnès Новомиколаївка, en rus Новониколаевка) és una vila de la província de Dnipropetrovsk, Ucraïna. El 2021 tenia 3.873 habitants. Fins al 18 de juliol de 2020 Novomikolàïvka pertanyia al districte de Verkhniodniprovsk, però aquest districte quedà abolit el juliol del 2020 per la reforma administrativa d'Ucraïna, segons la qual es reduí el nombre de districtes de la província de Dnipropetrovsk a només set.